# Cervicogene hoofdpijn
Cervicogene hoofdpijn is hoofdpijn waarbij de oorzaak zich in de nek bevindt.
Van alle vormen van hoofdpijn is cervicogene hoofdpijn het meest controversieel. Dat komt doordat de (vermeende) oorzaken in de nek in verreweg de meeste gevallen niet met objectieve onderzoeken kunnen worden bevestigd. Sommige auteurs zijn er daarom van overtuigd dat cervicogene hoofdpijn niet vaak voorkomt, terwijl anderen daar anders over denken.
Hoewel men met röntgenfoto’s en scans meestal geen afwijkingen in de nek kan vaststellen die de hoofdpijn van een patiënt kunnen verklaren, blijkt dat in diverse wetenschappelijke onderzoeken wel een verband tussen allerlei weefsels in de nek en hoofdpijn kan worden aangetoond. Hier een opsomming daarvan met verwijzing naar de betreffende onderzoeken:
- De gewrichten tussen de schedel en de atlas[4][5][6][7]
- De gewrichten tussen de bovenste drie halswervels onderling[8][9]
- Tussenwervelschijven[3][5][6][7][8]
- Verhardingen in nekspieren, zowel in de grote als in de kleine diepe nekspieren[10][11][12]
- Bandletsel in het gebied tussen de schedel en de tweede halswervel[13][14][15]
- Aanhechtingen van spieren en andere weke delen op of vlak onder de schedelrand[3]

Al met al ontstaat een beeld dat diverse weefsels in vooral het bovenste deel van de nek kunnen leiden tot hoofdpijn. Dit blijkt ook uit een uitgebreid literatuuroverzicht naar de oorsprong van cervicogene hoofdpijn dat in een drietal artikelen is gepubliceerd. Over de prevalentie blijft evenwel onduidelijkheid bestaan.

## Symptomen
Er is een groot verschil tussen cervicogene hoofdpijn die in één keer is ontstaan, bijvoorbeeld na een verdraaiing van de nek of na een ongeval, of die geleidelijk is ontstaan. In de acute variant ontstaat de pijn plotseling en is er een aanwijsbare oorzaak. De pijn is meestal gelijk heftig en kan, afhankelijk van de aard van het letsel, uren tot maanden aanhouden. Bekende voorbeelden zijn een whiplash of een acute stijve nek na een verdraaiing. De pijn kan enkelzijdig of dubbelzijdig zijn en in veel verschillende vormen voorkomen. Meestal is er een duidelijk verband met nekklachten aantoonbaar. Bij de langzame variant ontstaat de hoofdpijn geleidelijk en wordt het vaak langzaam erger. Dat proces kan maanden of zelfs jaren duren. Hier zijn de uitingsvormen ook divers en is ook de nek vaak pijnlijk, al hoeft dat laatste niet altijd het geval te zijn.

## Beleving
Behalve de hoofdpijn zelf stuiten veel patiënten met cervicogene hoofdpijn op onbegrip, juist omdat er meestal geen duidelijke diagnose kan worden gesteld. Ze hebben soms frequent last van hoofdpijn, functioneren in hun dagelijks leven niet meer goed, slikken veel geneesmiddel, terwijl niemand weet wat hen echt mankeert en wat er aan te doen is.

## Oorzaken en uitlokkende factoren
Over het ontstaan van cervicogene hoofdpijn is het nodige geopperd, maar is desondanks nog veel onzeker:
- (Micro)traumata[6][18]
- Nekbelastende werkhoudingen
- Nekbelastende slaaphoudingen[18]
- Stress: algemeen spierspanning verhogend

## Behandeling

### Houdingstherapie
Het verbeteren van de houding kan de belasting van de nek verminderen. Daarbij kunnen ook adviezen t.a.v. de werkhouding en de slaaphouding (niet op de buik) zinvol zijn.

### Myofeedback
Met behulp van myofeedback kan de spierspanning zichtbaar en hoorbaar worden gemaakt. Dit kan helpen om patiënten te leren spierspanningen te verlagen.

### Fysio- en manuele therapie
Met massage en met dry needling kunnen verhardingen in de spieren worden aangepakt en met manuele therapie kunnen functiestoornissen in de nek worden verholpen.

### Ergotherapie
Ergotherapeuten kunnen nekbelastende werk- en privésituaties herkennen en de omgeving zodanig aanpassen dat de nek minder wordt belast. Daarbij gaat het vooral om de werkomgeving, hobby's en eventuele aanpassingen van het bed en kussen.

### Medicatie
Er is geen medicatie die de oorzaak van cervicogene hoofdpijn wegneemt. Toch kan pijnverlagende medicatie wel degelijk zinvol zijn, vooral bij aanvallen en soms ook ter ondersteuning van andere therapieën.

## Websites
- LigWijzer. Hoofdpijn-vanuit-de-nek.